# Токарёвка (станция)
Токаревка — станция Мичуринского региона Юго-Восточной железной дороги. Расположена в поселке Токаревка Тамбовской области на однопутной линии Грязи-Поворино.

## Движение поездов
Пригородные поезда следуют в направлении Липецка, Жердевки, Ельца и Борисоглебска.
По графику 2022/2023 годов, через станцию курсируют следующие поезда дальнего следования:
| № поезда | Маршрут движения            | № поезда | Маршрут движения            |
| -------- | --------------------------- | -------- | --------------------------- |
| 15       | Волгоград — Москва          | 16       | Москва — Волгоград          |
| 55       | -                           | 56       | Москва — Баку               |
| 89       | Волгоград — Санкт-Петербург | 90       | Санкт-Петербург — Волгоград |

| Сезонное обращение поездов | Сезонное обращение поездов   | Сезонное обращение поездов | Сезонное обращение поездов |
| № поезда                   | Маршрут движения             | № поезда                   | Маршрут движения           |
| -------------------------- | ---------------------------- | -------------------------- | -------------------------- |
| 475                        | Адлер — Москва               | 476                        | на ходу                    |
| 587                        | Имеретинский курорт — Москва | 588                        | техническая стоянка        |